# Komora usedlosti Doubravy 21
Komora usedlosti čp. 21 z první poloviny 19. století je budova k uskladnění potravin stojící u domu čp. 21 v obci Doubravy v okrese Zlín. Je kulturní památkou České republiky.

## Popis
Komory pro uskladnění potravin byly typické stavby lidové architektury v oblasti Luhačovského Zálesí. Stavěly se mimo hlavní budovu, aby byly chráněny v případě požáru hlavního stavení. Komora sloužila především k ukládání zásob obilí, mouky, řepy či brambor, ale také nářadí, oděvů a jiných cenných věcí. Komory byly postaveny u bohatých gruntů na návsi včetně hospodářských budov a stodol. Malá domkářská stavení neměla komory a jejich stodoly byly stavěny na okraji vesnice.
Komora z první poloviny 19. století je samostatně stojící patrová budova postavena z vepřovic s podezděnou pavláčkou. Pavláčka, kterou kryje přesahující poval, má mezi dvěma sloupy dřevěné hranolovité zábradlí. Horní patro je prolomeno dvěma okénky, dolní je větráno dvěma štěrbinovými okny. Komoru kryje sedlová střecha.